# Comté de Rappahannock
Le comté de Rappahannock est un comté de Virginie, aux États-Unis.
Un premier comté de Rappahannock a été créé en 1656 par détachement du comté de Lancaster, mais a disparu en 1692 pour former les comtés d'Essex et de Richmond.
L'actuel comté a été créé par une loi de l'Assemblée générale de Virginie en 1833 pour répondre aux besoins croissant de la population d'avoir un meilleur accès au siège du comté. Le territoire a été détaché du comté de Culpeper. Le comté a pris le nom de la rivière Rappahannock qui le sépare du comté de Fauquier.
Le siège du comté est situé à Washington.

## Situation dans l'État
Le comté occupe une superficie de 690 km2 dans la pointe Nord de la Virginie. Il est limité respectivement par :
- le comté de Warren au nord-ouest
- le comté de Fauquier au nord-est
- le comté de Culpeper au sud-est
- le comté de Madison au sud-ouest
- le comté de Page à l'ouest

Une grande partie du territoire ouest du comté est occupée par les montagnes bleues.

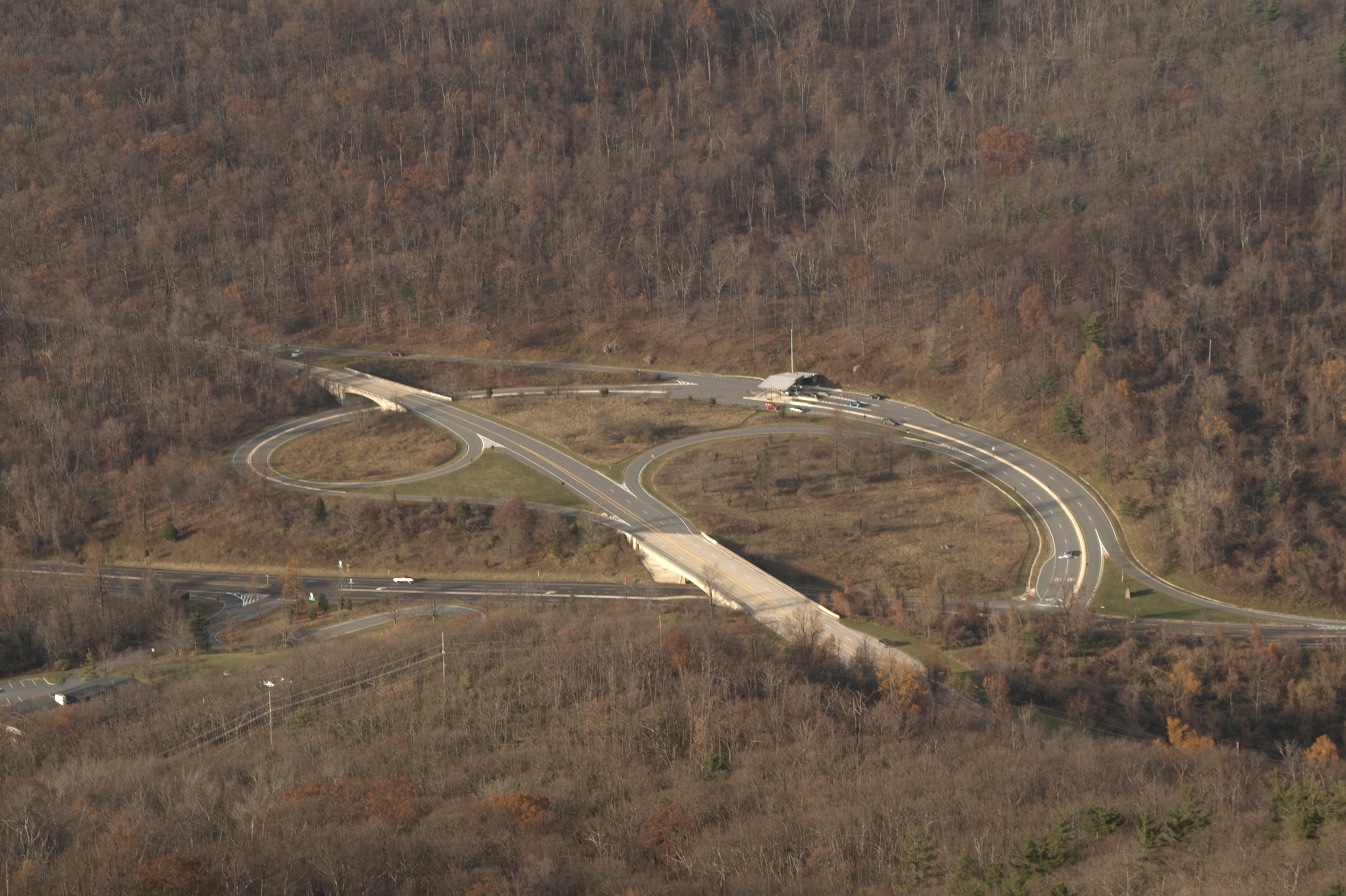
Intersection de la Skyline Drive avec l'U.S. Route 211 à Thornton Gap, à la frontière entre le comté de Rappahannock et celui de Page.

## Démographie
La population augmente de nouveau depuis les années 1970 du fait de la pression exercée par l'extension des quartiers sud de Washington, la capitale fédérale.
La densité a atteint 10 hab./km2 en 2010. Le territoire reste donc essentiellement rural. Il est occupé à 93 % par une population d'Euro-Américains avec une minorité de 5,5 % d'Afro-Américains.